# Kasteel van Colonster

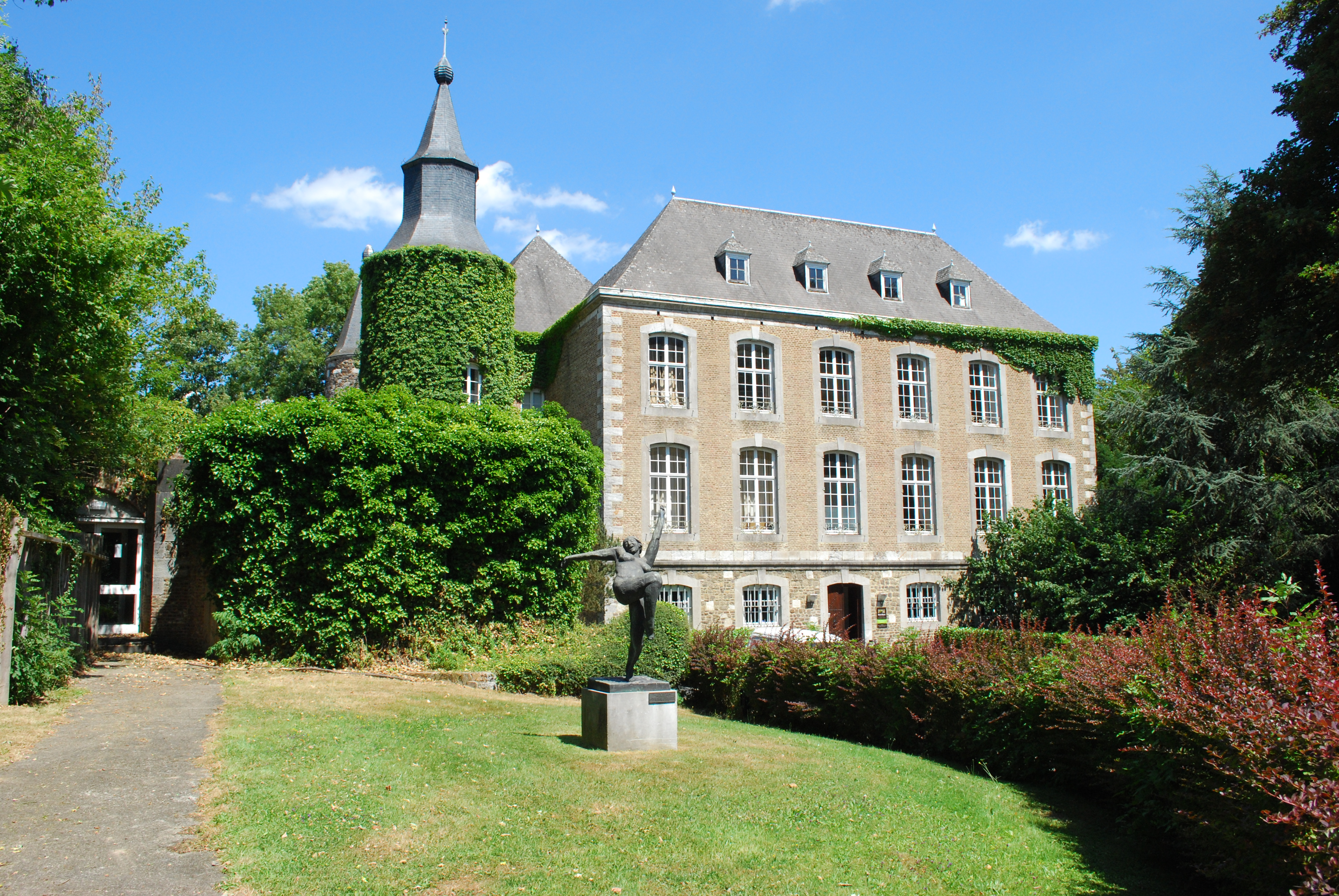
Kasteel van Colonster

Het Kasteel van Colonster is gelegen in Sart-Tilman, op een rots met uitzicht op de vallei van de Ourthe, aan de rand van de stad Luik. Het kasteel en zijn park zijn sinds 1963 eigendom van de Universiteit van Luik.
De eerste verwijzingen naar het kasteel dateren uit de veertiende eeuw. Het kasteel dankt zijn huidige verschijning aan Maximiliaan-Hendrik van Horion, graaf van Horion. De inrichting van het kasteel is het werk van kunstenaar Paul-Joseph Delcloche.
In 1966 verwoestte een brand een groot deel van het kasteel. De restauratie en verbouwing vond plaats onder leiding van de architecten Henri Lacoste en Jean Opdenberg.